# Радио-телевизија Војводине
Радио-телевизија Војводине (РТВ; мађ. Vajdasági Rádió és Televízió, ромс. Radio-televizija Vojvodinaći) је регионални јавни медијски сервис Војводине. Седиште се налази у Новом Саду.

## Историја
Радио-Нови Сад основан је одлуком Главног извршног одбора Народне скупштине Војводине 1949. године. Одлуку је пратило решење које је прецизирало да се ради о „државном привредном предузећу покрајинског значаја”. Програм је свечано почео на Дан Републике 29. новембра 1949. и тај се датум слави као дан РТВ-а. Програм радија је од почетка конципиран на пет језика: српскохрватском, мађарском, словачком, румунском и русинском.
Радио је такође имао улогу пропагандног центра, из којег се одговарало на оптужбе околних земаља Информбироа против Југославије, владајуће КПЈ и председника Републике и Партије, Јосипа Броза Тита. Овај информативни програм био је намењен не само припадницима овдашњих националних мањина (народности), већ и слушаоцима у земљама стаљинистичког блока. Да је то била превасходна улога радија, види се и из тога што су 1. септембра 1955. укинути програми на српскохрватском (остала је само емисија за село) и русинском језику (задржана је једна музичка емисија), док је појачана пропаганда „против клевета и дезинформација” на мађарском, словачком и румунском језику, а повремено и на чешком језику. Ово додатно потврђује намеру савезних власти у Југославији. Радио-Нови Сад је стекао изузетан углед у источној Европи, јер је давао простора модерној музици неспутаној идеологијом, што у то време није био случај са станицама информбироовских држава. Пријем програма је био могућ на целом простору Војводине, преко дана и у суседним земљама, а ноћу, због повољне локације и чисте фреквенције, повремено све до далеког севера и на југу чак до полутара. Српскохрватски и русински програм су касније, по изглађивању односа са СССР-ом и већим делом Источног блока, поново уведени.
Савет радне заједнице Радио-Новог Сада је 1971. године донео одлуку о стварању самосталне радне јединице — Телевизије Нови Сад. Скупштина АП Војводине је 1972. донела одлуку о прерастању радија у Радио-телевизију Нови Сад (скраћено РТНС). Телевизијски програм је из новоизграђеног здања на Мишелуку почео да се емитује 26. новембра 1975. године. Првог дана емитовања дата је специјална емисија о новосадској телевизији, а сутрадан, 27. новембра, гледаоци на ширем подручју Војводине имали су прилику да гледају прве информативно-политичке дневнике на српскохрватском и мађарском језику. Телевизија је у почетку емитовала програм на пет језика: српскохрватском, мађарском, словачком, румунском и русинском, а касније и на ромском и украјинском.
Републичким законом из 1991. године мења се статус електронских медија у правцу њихове централизације и подржављења. Од радиодифузних центара на подручју Републике Србије, ранијих чланица ЈРТ — Радио-телевизија Београд, Нови Сад и Приштина — 1. јануара 1992. године формира се Јавно предузеће Радио-телевизија Србије (РТС), која преузима сва средства претплате и техничке капацитете. За део предузећа, „оперативну јединицу” за припрему и производњу радијског и телевизијског програма, остао је назив РТНС, али је потоња унутрашња регулатива умногоме дерогирала и последња од датих права. Од 2006. године РТС се дели на два јавна радио-телевизијска сервиса: Радио-телевизију Србије са седиштем у Београду и Радио-телевизију Војводине са седиштем у Новом Саду. РТВ је званично почела са радом 26. јуна 2006. године.
За време НАТО бомбардовања 1999. године уништене су зграде Телевизије Нови Сад на Мишелуку. Особље је благовремено евакуисано, али је нанета огромна материјална штета. У бомбардовању је такође уништена или оштећена већина предајника радија, иако сама зграда радија није страдала. Уништене зграде телевизије нису обнављане, већ је телевизија привремено премештена у бившу зграду НИС-а у центру града. Године 2019. завршена је изградња новог седишта на Мишелуку, у који су се уселили радио и администрација. Телевизија се у нову зграду уселила у јануару 2021. године.

## Језици
Радио-телевизија Војводине производи садржај на осам језика: српском, мађарском, хрватском, словачком, русинском, румунском, ромском, а од 2011. године и немачком језику.
Одређене ТВ емисије су такође преведене на знаковни језик. Поред тога, емитују се и садржаји које производи Deutsche Welle на енглеском, титлован на српски језик.

## Радио
РТВ поседује следеће радио-станице:
- РНС 1, на српском језику
- РНС 2, на мађарском језику
- РНС 3, на хрватском, словачком, русинском, румунском и ромском језику
- Орадио, на српском језику

## Телевизија

### Тренутне станице
- РТВ 1, на српском језику.
- РТВ 2, на српском језику и језицима националних мањина.

### Бивше станице

#### 1999. до 2006.
Пре трансформације у Радио-телевизију Војводине, РТНС је, у оквиру РТС-а, имала две станице: 
- ТВ Нови Сад 1
- ТВ Нови Сад 2

### Пре 1999.
Пре НАТО бомбардовања, РТНС је имала два канала:
- ТВ Нови Сад
- ТВ Нови Сад плус

## Визуелни идентитет
Свака боја на логоу означава посебан канал. Плава означава РТВ 1, док зелена означава РТВ 2, жута РНС 3, наранџаста РНС 2, црвена РНС 1, а љубичаста веб-сајт.